# Rudolf Uhlisch
Rudolf Uhlisch (* 25. November 1926 in Leipzig; † 24. November 2017 ebenda) war ein deutscher Gebrauchsgrafiker, der vor allem als Buchgrafiker tätig war.

## Leben und Werk
Uhlisch war Sohn eines Leipziger Steindruckers. Er absolvierte von 1941 bis 1943 bei der Spamer AG in Leipzig eine Ausbildung als Retuscheur und besuchte dazu die Gutenbergschule. Von 1948 bis 1951 studierte er an der Kunstgewerbeschule der Stadt Leipzig und 1953 an der Hochschule für Grafik und Buchkunst Leipzig. Er arbeitete dann in Leipzig als freischaffender Gebrauchsgrafiker, insbesondere als Buchgrafiker für das Bibliografische Institut Leipzig, den Verlag Enzyklopädie und den Fotokino-Verlag. Er entwarf vor allem Bucheinbände und Schutzumschläge, so u. a. bis 1967 für die Reihe Städte und Landschaften. Für die Zeitschrift Fremdsprachen des Bibliografischen Instituts gestaltete er von 1975 bis 1977 den Titel. Das Buch Geschichte des Dalai Lama (Günter Schulemann; Harrassowitz Verlag Leipzig, 1958), zu dem er den Umschlag entworfen hatte, wurde auf der Vierten Deutsche Kunstausstellung gezeigt, der Zeitschriftentitel auf der VIII. Kunstausstellung der DDR.
Uhlisch war Mitglied des Verbands Bildender Künstler der DDR.
Er wurde auf dem Leipziger Ostfriedhof beigesetzt.

## Ausstellungen
- 1958/1959, 1967/1968 und 1977/1978: Dresden, Vierte und Sechste Deutsche Kunstausstellung und VIII. Kunstausstellung der DDR
- 1962 bis 1985: Leipzig, fünf Bezirkskunstausstellungen